# 莽山疣螈
莽山疣螈（学名：Tylototriton lizhengchangi），一种分布于中华人民共和国湖南省南部莽山地区的两栖动物，隶属于蝾螈科疣螈属。
有学者基于形态特征将疣螈属划分为2个亚属：瑶螈亚属（Yaotriton）和疣螈亚属（Tylototriton），本种归入瑶螈亚属。也有学者将瑶螈亚属升级为独立属，故本种在有些资料中称为莽山瑶螈。

## 形态特征
本种体型较大，头长大于或等于头宽，耳后腺端部呈红色，肋骨突发达，尾长大于头体长，腹部具有显著横向肤褶。基于线粒体基因研究也证明本种与同属其他物种的遗传分化明显，已达到种级水平。